# Peter Trumm
Peter Trumm (n. 18 iulie 1888, Strasbourg, Alsacia, Imperiul German, în prezent Franța – d. 8 noiembrie 1966, München, Germania) a fost un pictor, grafician, ilustrator de carte și critic de artă german.

## Biografie

### Primii ani, educație
A studiat la Școala Tehnică Superioară din München, apoi la academiile din Karlsruhe și München. Au urmat călătorii de studii la Paris și Florența.
În 1917 s-a căsătorit cu artista Hedwig Witzel și, din 1919 s-a stabilit la München, unde a lucrat ca redactor, critic de teatru și ilustrator (în special xilogravură).
În 1924 a deschis prima expoziție personală.
În 1928 a făcut o călătorie în America de Nord, iar o parte din lucrările realizate cu această ocazie au fost expuse la Colecția de grafică a statului Bavaria („Graphische Sammlung des Bayerischen Staates”).
La München a predat pictura la școala privată de pictură Malschule Heinrich Knirr, pe scurt Knirrschule, unde l-a avut ca elev și pe pictorul român Dimitrie Știubei.

### Perioada nazistă
În perioada nazistă, Trumm a fost membru al Camerei de Arte Frumoase a Reich-ului. Participarea sa la 22 de expoziții de grup în această perioadă este documentată, inclusiv Marea Expoziție de Artă Germană de la München din 1937, 1940, 1941 și 1942. În 1940 a fost angajat să predea la Școala Tehnică Superioară din München.
În 1968, la doi ani după moartea artistului, la Galeria Wolfgang Gurlitt din München a fost deschisă o expoziție comemorativă Peter Trumm (11 ianuarie 1968 - 5 februarie 1968), ocazie cu care s-a publicat și o scurtă monografie.